# Старокиешкинские курганы
Сарматский курганный могильник у деревни Старые Киешки — археологический памятник в Кармаскалинском районе Республики Башкортостан. Расположен на юго-восточной окраине деревни Старые Киешки (башк. Иҫке Ҡыйышҡы).
Исследование этого могильника было начато 1934 году Уфимской археологической экспедицией ГАИМК, работающей на трассе строительства железнодорожной линии Уфа — Старое Ишимбаево. В том году из курганной группы, насчитывающей 15 насыпей, бы раскопан один курган IX, отнесённый автором раскопок П. А. Дмитриевым к памятникам раннесарматской культуры IV — V вв. до н. э. В 1957—1958 гг. было раскопано ещё четыре кургана (XI, XIII, XIV, XX), относящихся к тому же времени.
Курганный могильник у деревни Старые Киешки представляет собой памятник раннесарматской культуры, слабо изученной на территории Башкирии. Состоит из 20 насыпей, расположенных на второй надпойменной террасе левого берега реки Белой. Курганы находятся на поле, на кладбище и на выгоне, на улице деревни и на огородах. Все они имеют форму шагового сегмента высотой от 0,10 до 2,10 м диаметром от 18 до 30 м.
Насыпи некоторых курганов были нарушены бывшими на них постройками (XI, XIII, XIV, XX) и современными захоронениями (III—XIV). В первую очередь были раскопаны курганы, которые намечались колхозом к вскрытию при постройке дорог (XI, XX), и курганы, вошедший в участок, дополнительно выделенный колхозникам под индивидуальные огороды (XIII, XIV). Снятие насыпи курганов проводилось частично с помощью бульдозера. Курган XIII был раскопан вручную, методом кольцевых траншей.
(отрывок из работы (не изданной) М. Х. Садыковой «Сарматский курганный могильник у дер. Старые Киешки»)